# Freigericht
Freigericht är en kommun i Main-Kinzig-Kreis i Regierungsbezirk Darmstadt i förbundslandet Hessen i Tyskland. Kommunen bildades 1 januari 1970 genom en sammanslagning av de tidigare kommunerna Altenmittlau, Bernbach, Horbach, Neuses och Somborn.